# Skolfartyg

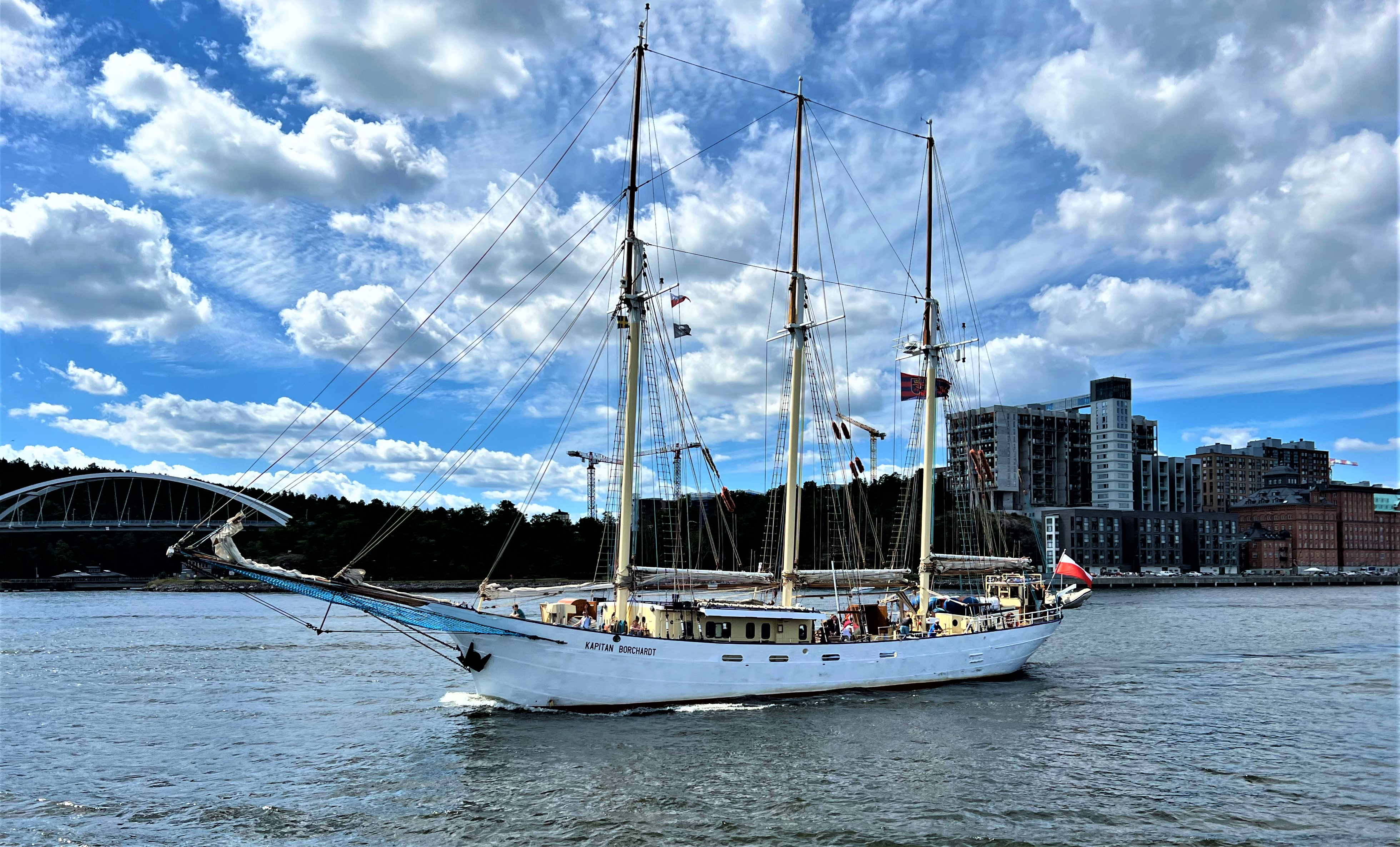
Det polska skolfartyget Kapitan Borchardt från 1918 på besök i Stockholm sommaren 2022.

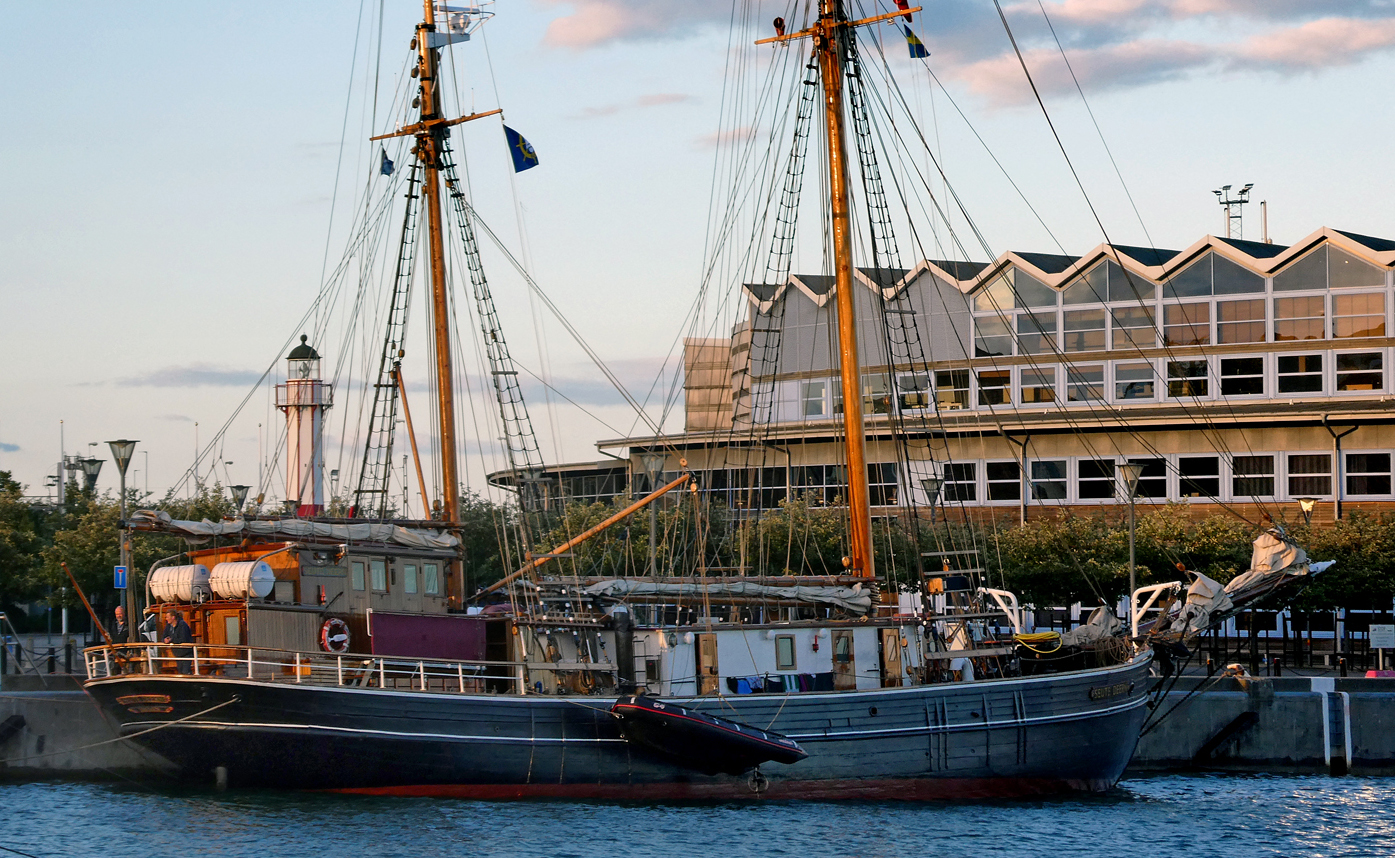
SS Seute Deern är ett tyskt skolskepp här på besök i Ystad 24 juli 2020.

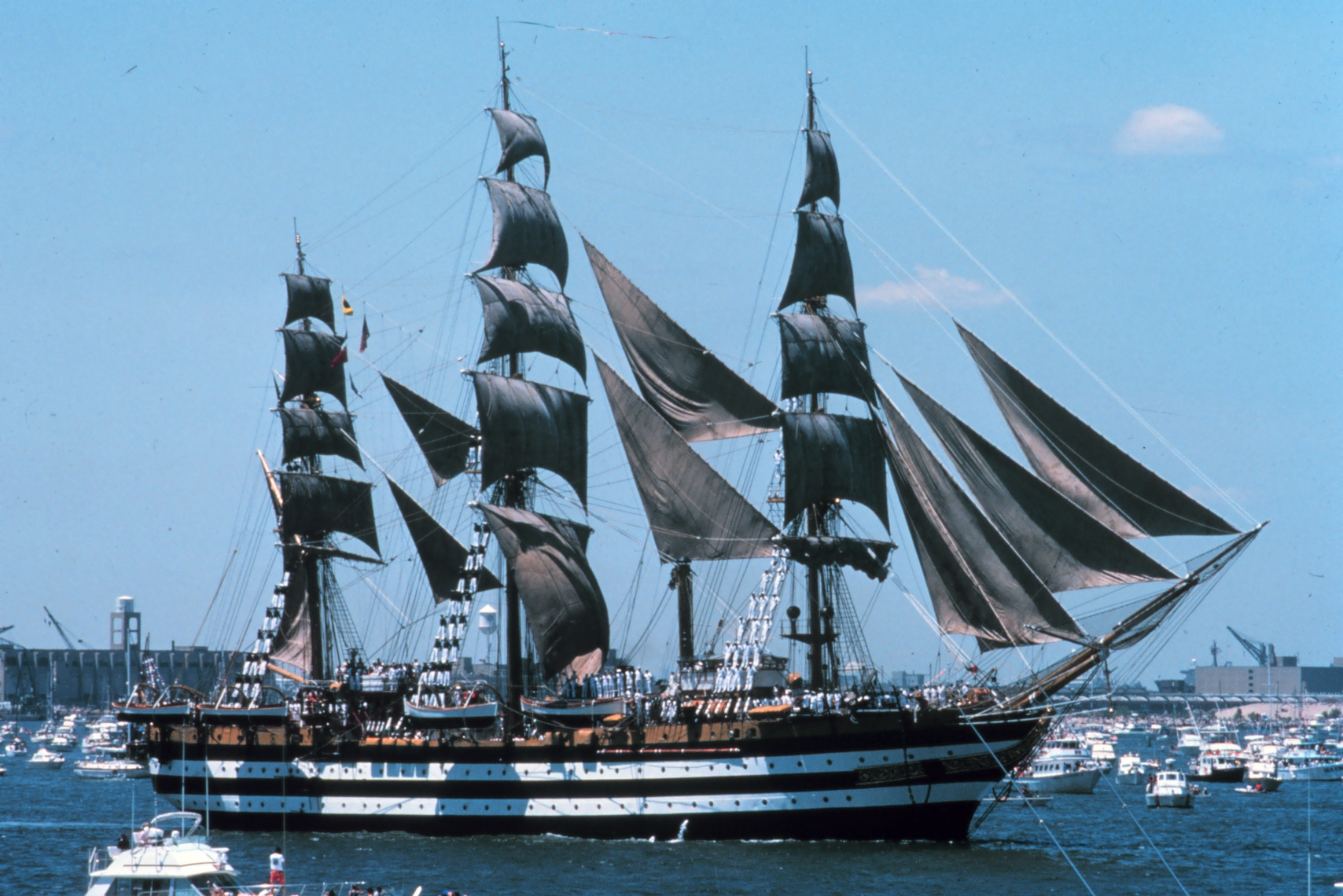
Den italienska marinens skolfartyg Amerigo Vespucci i New Yorks hamn, 1976.

Ett skolfartyg eller skolskepp T/S (från engelskans Training Ship) avser ett seglande fartyg på vilket undervisning i segling och sjömanskap sker. 
Skolbåt kan avse en båt som är avsedd för transport av skolelever till och från skolan.

## Kända skolfartyg
- Abraham Rydberg III
- Amerigo Vespucci
- Atene
- Britta
- Christian Radich
- Constantia
- Eagle
- S/Y Ellen
- Seute Deern
- Gunilla
- Kapitan Borchardt
- Kvartsita
- Shamrock
- Suomen Joutsen
- Barken Viking
- Westkust
- Polfors